# Weskust
Weskust is een bestuurslaag in het regentschap Kepahiang van de provincie Bengkulu, Indonesië. Weskust telt 721 inwoners (volkstelling 2010).